# Арабський регіон Всесвітньої організації скаутського руху

Країни-учасниці Арабського регіону

Ара́бський регіо́н (англ. The Arab Scout Region, араб. الاقليم الكشفي العربي) це складова частина Всесвітньої організації скаутського руху зі штаб-квартирою у Каїрі, Єгипет. У 1954 р., завдяки росту популярності скаутингу, ВОСР заснувала Арабський регіон у Дамаску, Сирія.
Регіон складається із 17 країн Східної Азії та Північної Африки і включає такі країни як Алжир, Бахрейн, Єгипет, Ємен, Йорданія, Катар, Кувейт, Ліван, Лівія, Мавританія, Марокко, Об'єднані Арабські Емірати, Оман, Палестина, Саудівська Аравія, Судан та Туніс. 
Хоч Ірак зараз і не є скаутською країною під егідою ВОСР, скаутинг у цій країні є, позаяк Ірак був одним з перших засновників скаутингу у Арабському регіоні. За допомогою скаутів із Канарських островів скаутинг також розвивається і у Західній Сахарі. 
Цей регіон є копією Арабського регіону у Всесвітній асоціації дівчат-гайдів та дівчат-скауток (WAGGGS), що добре видно на мапі, котра є спільною для WAGGGS та WOSM.
У 2006 р. виконавчим директором Регіону призначено Атіфа Абдельмайї Абдельрахмана Ахмеда (англ. Dr. Atif Abdelmageed Abdelrahman Ahmed) з Судану.

## Історія
У серпні 1956 року кілька тисяч скаутів зі всього арабського світу взяли участь в Джемборі в Абукірі, Єгипет. Алі Аль-Дандачі англ. Ali al-Dandachi зробив дуже багато для поширення скаутингу на всьому Близькому Сході, і під час його перебування на посаді члена Всесвітнього скаутського комітету він відвідав практично всі країни в регіоні. Незабаром було створено Арабське скаутське бюро з Мохаммедом Алі Хафезом англ. Mohamed Ali Hafez з Єгипту як Генеральним секретарем. Першу зустріч регіону (котрі і надалі будуть проводитися в ті роки, коли немає ніякої міжнародної конференції) було проведено за участі шести держав-членів у Рамле, Єгипет.